# Бруно Ферреро
Бруно Ферреро (італ. Bruno Ferrero; 5 травня 1946, Вілларбассе) — католицький письменник, священник-монах, який належить до Салезіанської конґреґації.

## Біографічні відомості
Бруно Ферреро народився 1946 року в Італії, в Вілларбассе — недалеко Турину, де закінчив салезіанську семінарію і став священником. У юному віці вступив до Салезіянського товариства і в 17 років склав перші монаші обіти, у 1974 році став священником. Вивчав філософію, теологію, психологію і декілька років викладав у середній школі. Присвятив себе вихованню та освіті молоді. Для цього у 1974 році заснував молодіжний журнал «Mondo Erre», а з 1988 року допомагав у видавництві «Elledici». Також з 1990 до 1995 року був редактором журналу «Dimensioni Nuove». У 1996 році став директором «Elledici». В основному діяльність Бруно Ферреро пов'язана з видавничою справою та журналістикою. Він написав декілька книг на тему сім'ї та виховання дітей, а також книги для зовсім маленьких дітей. Пише статті в «Салезіанський бюлетень», який виходить у багатьох країнах світу (у 150 країнах на 29 мовах, в Італії виходить тиражем 350 000 примірників). У вільний час читає лекції про права дітей та батьків. З 2011 року він є головним редактором «Салезіянського бюлетеню — офіційного журналу Салезіянського товариства. У 2012 році Бруно Ферреро відвідав Україну і був почесним гостем львівського Форуму видавців.